# Parastrapotherium
Parastrapotherium — викопний рід південноамериканських копитних ссавців вимерлої родини астрапотерієвих (Astrapotheriidae). Рід існував у міоцені (23—17 млн років тому) в Південній Америці. Викопні рештки тварини знайдено в Аргентині.

## Опис
Попри те, що вони відомі з досить фрагментарних скам'янілостей, порівняння з подібними та більш відомими тваринами (наприклад, Astrapotherium) припускають, що ця тварина мала довге та потужне тіло та голову з коротким хоботком. Parastrapotherium також був оснащений довгими вигнутими іклами, особливо верхньою парою; нижні ікла були сильно вигнуті назовні. Різноманітні види були віднесені до роду Parastrapotherium, у тому числі деякі мають величезні розміри. Ймовірна різниця з Astrapotherium була наданою наявністю більшої кількості премолярів у Parastrapotherium. Зубні коронки у Parastrapotherium були нижчими, ніж в Astrapotherium, а верхні премоляри мали ширшу основу.

## Види
- Parastrapotherium cingulatum Ameghino, 1894
- Parastrapotherium ephebicum Ameghino, 1894
- Parastrapotherium holmbergi Ameghino, 1894
- Parastrapotherium lemoinei Ameghino, 1894
- Parastrapotherium trouessarti Ameghino, 1894